# Ho99o9

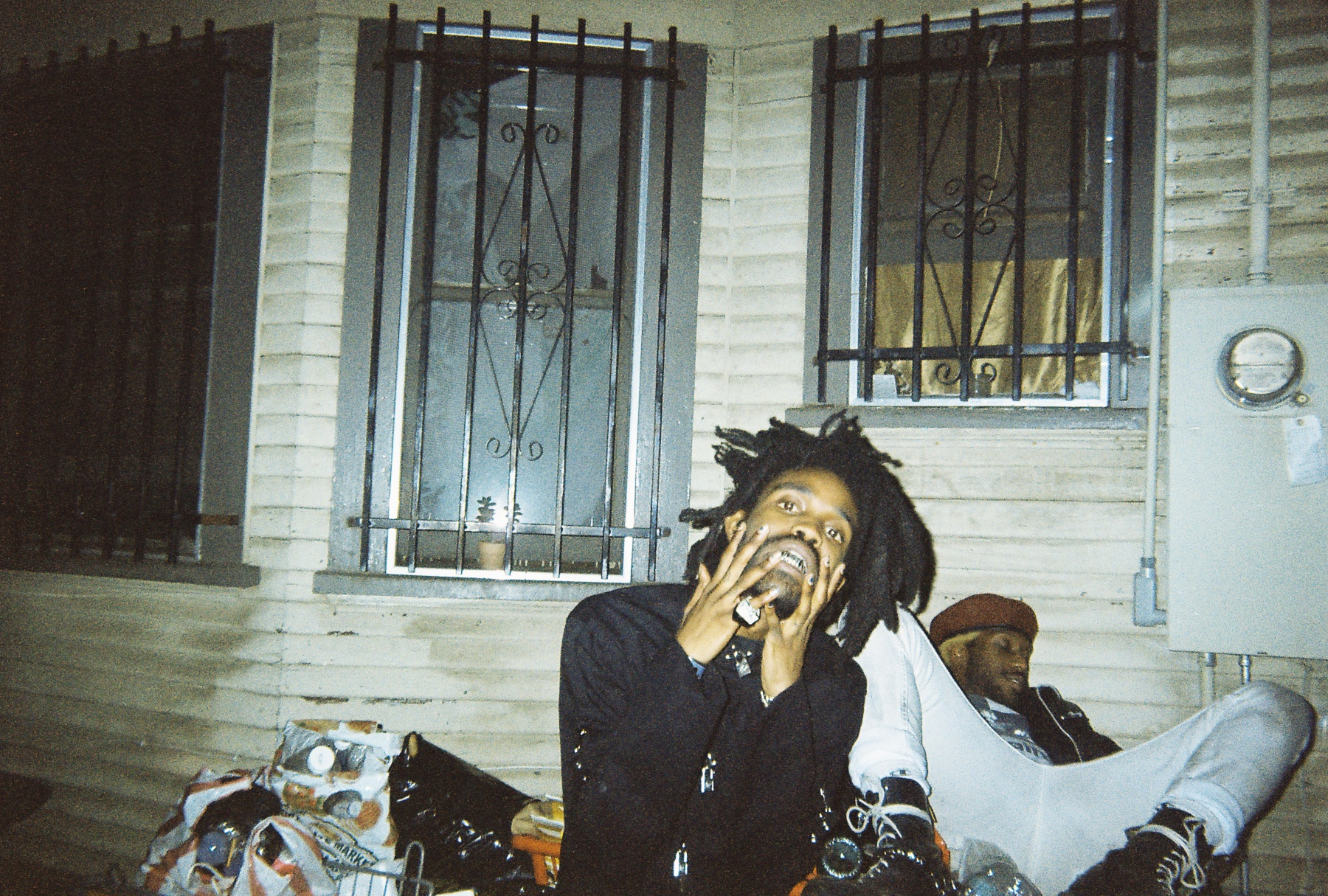
theOGM (links) und Eaddy (rechts)

Ho99o9 (ausgesprochen Horror und auch bekannt als HO99O9 DEATH KULT) ist ein US-amerikanisches Hip-Hop-Duo. Es wurde von theOGM und Eaddy in Newark (New Jersey) gegründet. 2014 zogen die beiden nach Los Angeles um. Ihr Stil kombiniert düsteren experimentellen Hip-Hop mit der Aggression von Hardcore Punk.
Die Musikzeitschrift Rolling Stone wählte Ho99o9 im September 2014 unter die „10 New Artists You Need to Know“ und der Guardian sie im Mai 2015 zur „New Band of the Week“. Die Band trat beim Afropunk Festival 2014 und beim SXSW Music Festival 2015 auf. Ho99o9 hat zwei EPs veröffentlicht, Mutant Freax und Horrors of 1999. Das erste Studioalbum United States of Horror erschien am 5. Mai 2017.

## Diskografie
- Mutant Freax, FAMILY (2014) (EP)
- Casey Jones / Cum Rag, FAMILY (2014) (Single)
- Horrors of 1999, FAMILY (2015) (EP)
- Dead Bodies in the Lake, FAMILY (2015) (Mixtape)
- United States of Horror (2017) (Album)
- Cyber Cop [Unauthorized MP3.] (2018) (Album)
- Skin (2022) (Album)